# Asociación Argentina de Polo
Die Asociación Argentina de Polo (AAP) ist der argentinische Poloverband.
Der Verband wurde am 14. September 1922 gegründet. Sein Hauptsitz ist Buenos Aires. Geleitet wird die AAP von dem Consejo Directivo (dt.: Führungsrat), dem neben dem Präsidenten der Vize-Präsident und 13 weitere Personen angehören. Der Präsident der AAP ist Luis Lalor, der Vizepräsident ist Alberto Goti (Stand: Juni 2009). Zur Erfüllung der Aufgaben sind verschiedene Unter-Kommissionen eingerichtet.
Die AAP organisiert die Offene Argentinische Polo-Meisterschaft (kurz: Argentine Open) und beaufsichtigt die übrigen Poloturniere in Argentinien, legt die Regeln für Polo in Argentinien fest und ist für die Interpretation in Zweifelsfällen zuständig, verhängt Disziplinarmaßnahmen und entscheidet über die Handicaps der in Argentinien aktiven Spieler.
Im März 2009 gehörten der AAP 138 Poloclubs in Argentinien an. Die AAP ist eine Unterorganisation der Federation of International Polo (FIP), dem Polo-Weltverband. Am 26. Oktober 2009 trat die AAP zunächst aus der FIP aus, trat aber nach dem Rücktritt des FIP-Präsidenten Guerrand-Hermés wieder ein.